# Srby (Plzeň-jih)
Srby é uma comuna checa localizada na região de Plzeň, distrito de Plzeň-jih.